# Кубок памяти Ивана Ярыгина 2023
Международный турнир памяти Ивана Ярыгина 2023 года проходил с 26 по 30 января в Красноярске во Дворце Ивана Ярыгина. На турнир приехало порядка 300 спортсменов из 11 стран. Турнир потерял статус "гран-при" из-за отсутствия в календаре Объединённого мира борьбе (UWW) в связи с ограничениями в  участие Российских спортсменов на международных турнирах.

## Медалисты

### Вольная борьба (мужчины)
| Категория | Золото            | Серебро                   | Бронза                   |
| --------- | ----------------- | ------------------------- | ------------------------ |
| до 57 кг  | Заур Угуев        | Ахмед Идрисов             | Рамиз Гамзатов           |
| до 57 кг  | Заур Угуев        | Ахмед Идрисов             | Азамат Тускаев           |
| до 61 кг  | Муслим Мехтиханов | Тумэнбилэгийн Тувшинтулга | Абасгаджи Магомедов      |
| до 61 кг  | Муслим Мехтиханов | Тумэнбилэгийн Тувшинтулга | Чермен Тавитов           |
| до 65 кг  | Шамиль Мамедов    | Гаджимурад Рашидов        | Ибрагим Ибрагимов        |
| до 65 кг  | Шамиль Мамедов    | Гаджимурад Рашидов        | Даниил Харчилава         |
| до 70 кг  | Евгений Жербаев   | Иналбек Шериев            | Курбан Шираев            |
| до 70 кг  | Евгений Жербаев   | Иналбек Шериев            | Константин Капрынов      |
| до 74 кг  | Заурбек Сидаков   | Тимур Бижоев              | Чермен Валиев            |
| до 74 кг  | Заурбек Сидаков   | Тимур Бижоев              | Давид Баев               |
| до 79 кг  | Ахмед Усманов     | Гаджимурад Алихмаев       | Радик Валиев             |
| до 79 кг  | Ахмед Усманов     | Гаджимурад Алихмаев       | Азрет Улимбашев          |
| до 86 кг  | Арслан Багаев     | Руслан Черткоев           | Омар Зияутдинов          |
| до 86 кг  | Арслан Багаев     | Руслан Черткоев           | Арсений Джиоев           |
| до 92 кг  | Алан Багаев       | Владислав Валиев          | Азамат Закуев            |
| до 92 кг  | Алан Багаев       | Владислав Валиев          | Асхаб Саадуллаев         |
| до 97 кг  | Магомед Курбанов  | Алихан Жабраилов          | Игорь Овсянников         |
| до 97 кг  | Магомед Курбанов  | Алихан Жабраилов          | Георгий Джиоев           |
| до 125 кг | Денис Храменков   | Остап Пасенок             | Мостафа Тагани Джунегани |
| до 125 кг | Денис Храменков   | Остап Пасенок             | Эрик Джиоев              |

### Вольная борьба (женщины)
| Категория | Золото                  | Серебро                 | Бронза                |
| --------- | ----------------------- | ----------------------- | --------------------- |
| до 50 кг  | Мария Тюмерекова        | Цогт-Очирын Намуунцэцэг | Александра Карамзина  |
| до 50 кг  | Мария Тюмерекова        | Цогт-Очирын Намуунцэцэг | Полина Лукина         |
| до 53 кг  | Милана Дадашева         | Екатерина Вербина       | Наталья Малышева      |
| до 53 кг  | Милана Дадашева         | Екатерина Вербина       | Мария Преволараки     |
| до 55 кг  | Ирина Ологонова         | Екатерина Полещук       | Отгонжаргал Ганбаатар |
| до 55 кг  | Ирина Ологонова         | Екатерина Полещук       | Севиль Назарова       |
| до 57 кг  | Сумъяа Эрдэнэчимэг      | Анастасия Сидельникова  | Александра Андреева   |
| до 57 кг  | Сумъяа Эрдэнэчимэг      | Анастасия Сидельникова  | Кристина Михнева      |
| до 59 кг  | Эрхэмбаярийн Даваачимэг | Юлия Писаренко          | Светлана Липатова     |
| до 59 кг  | Эрхэмбаярийн Даваачимэг | Юлия Писаренко          | Хурэлхуугийн Болортуя |
| до 62 кг  | Хонгорзул Болдсайхан    | Анастасия Яковлева      | Кристина Тамразян     |
| до 62 кг  | Хонгорзул Болдсайхан    | Анастасия Яковлева      | Вероника Иванова      |
| до 65 кг  | Златослава Степанова    | Пурэвсурэн Улзийсайхан  | Мария Лачугина        |
| до 65 кг  | Златослава Степанова    | Пурэвсурэн Улзийсайхан  | Татьяна Павлова       |
| до 68 кг  | Ханум Велиева           | Ксения Буракова         | Энхсайханы Дэлгэрмаа  |
| до 68 кг  | Ханум Велиева           | Ксения Буракова         | Нурзат Нуртаева       |
| до 72 кг  | Очирбатын Бурма         | Энх-Амарын Даваанасан   | Марина Суровцева      |
| до 72 кг  | Очирбатын Бурма         | Энх-Амарын Даваанасан   | Мардона Кадамова      |
| до 76 кг  | Екатерина Букина        | Анастасия Зименкова     | Евгения Захарченко    |
| до 76 кг  | Екатерина Букина        | Анастасия Зименкова     | Рита Талисманова      |